# Buraco (semicondutores)
Em física, química e engenharia eletrônica, um buraco de elétron (muitas vezes chamado simplesmente de buraco ou lacuna) é a falta de um elétron em uma posição onde um poderia existir em um átomo ou estrutura atômica. Já que em um átomo normal ou treliça de cristal a carga negativa dos elétrons é balanceada pela carga positiva do  núcleos atômicos, a ausência de um elétron deixa uma carga líquida positiva na posição do buraco. Os buracos não são, na verdade, partículas elementares, mas sim quasipartículas; eles são diferentes do pósitron, que é a antipartícula do elétron. (Veja também mar de Dirac.) Ele é um dos dois tipos de portadores de carga responsáveis pela criação de corrente elétrica em materiais semicondutores. Um buraco pode ser visto como o "oposto" de um elétron.
Buracos em um metal ou semicondutor de rede cristalina podem se mover através da rede como os elétrons podem, e agir de forma semelhante às partículas carga positiva.

## Física de estado sólido
Na física do estado sólido, um buraco de elétron  é a ausência de um elétron de uma banda de valência completa. Um buraco é essencialmente uma maneira de conceituar as interações dos elétrons dentro de uma banda de valência quase completa de uma rede cristalina, que está faltando uma pequena fração de seus elétrons. De certa forma, o comportamento de um buraco dentro de uma rede cristalina semicondutora é comparável ao da bolha em uma garrafa cheia de água. O processo de criação elétron-buraco que ocorre depois que os elétrons são acelerados a velocidades muito altas.